# Au plaisir de Dieu (mini-série)
Pour le roman, voir Au plaisir de Dieu.
Au plaisir de Dieu est une mini-série française en six parties de 90 minutes, réalisée par Robert Mazoyer, adaptée du roman homonyme de Jean d'Ormesson par Paul Savatier, et diffusée d'abord en Belgique à partir du 4 octobre 1977 sur RTBis, et à partir du 19 décembre 1977 sur TF1.
Au Québec, elle est diffusée à partir du 17 janvier 1979 à la Télévision de Radio-Canada.

## Synopsis
Cette saga familiale met en scène la vie d'une famille de la noblesse française, les Plessis-Vaudreuil, dont la devise est Au plaisir de Dieu.

## Distribution

### La famille
- Jacques Dumesnil : Sosthène de Plessis, 12e duc de Vaudreuil, pair de France, « trois fois Grand d'Espagne, Chevalier de la Toison d'Or, de l'Annonciade, de l'Aigle Noir, de Saint Georges, de Saint André, Bailly-Grand-Croix de l'Ordre de Malte, Commandeur de Saint Grégoire, Grand commandeur ou prieur de divers Ordres Chevaliers », grand-père du narrateur
  - Pino Colizzi : Paul, marquis de Plessis-Vaudreuil, oncle du narrateur, fils aîné et héritier de Sosthène de Plessis-Vaudreuil
  - France Lambiotte : Gabrielle Rémi-Michaud, marquise Paul de Plessis-Vaudreuil
    - Marc Michel : Pierre, comte de Plessis-Vaudreuil, fils aîné de Paul et Gabrielle, héritier en second du duc, cousin du narrateur
    - Heidi Stroh (de) : Ursula von Widenstein zu Widenstein, épouse de Pierre
      - Georges Caudron : Olivier de Plessis, comte de Vaudreuil, adulte, fils de Pierre et d'Ursula, neveu du narrateur
      - Carol Lixon : Pascale de Jussat, épouse d'Olivier
      - Nathalie Nell : Anne-Marie de Plessis-Vaudreuil, adulte, fille de Pierre et d'Ursula de Plessis-Vaudreuil, nièce du narrateur

    - Martin Provost : Philippe de Plessis, comte de Vaudreuil, deuxième fils de Paul et Gabrielle, cousin du narrateur, adolescent
    - Maxence Mailfort : Philippe de Plessis-Vaudreuil, adulte
    - Pierre Malet : Jacques de Plessis, comte de Vaudreuil, jeune, troisième fils de Paul et Gabrielle de Plessis-Vaudreuil
    - Alain Floret : Jacques de Plessis-Vaudreuil, adulte, fils de Paul et de Gabrielle de Plessis-Vaudreuil, cousin du narrateur
    - Hélène Vincent : Hélène, épouse de Jacques
      - Jocelyne Boisseau : Véronique de Plessis-Vaudreuil, fille de Jacques et Hélène de Plessis-Vaudreuil
      - Yann Favre : Charles-Louis de Fierregard, gendre de Jacques et Hélène de Plessis-Vaudreuil

    - Edgar Givry : Claude de Plessis, comte de Vaudreuil, jeune, quatrième fils de Paul et Gabrielle de Plessis-Vaudreuil, cousin et ami proche du narrateur
    - Paul Barge : Claude, comte de Plessis-Vaudreuil, adulte
      - Renaud : Alain de Plessis, comte de Vaudreuil, fils de Claude et de Nathalie, neveu du narrateur
      - Thomas Vincent : François de Plessis, comte de Vaudreuil, fils de Claude et de Nathalie, neveu du narrateur

  - François Devienne : Odon de Plessis-Vaudreuil, oncle du narrateur, troisième fils de Sosthène de Plessis-Vaudreuil
  - Olivier Nolin : Henri de Plessis-Vaudreuil, père du narrateur, quatrième fils de Sosthène de Plessis-Vaudreuil
  - Élisabeth Janvier : Guénolé, comtesse Henri de Plessis-Vaudreuil, mère du narrateur
    - William Coryn : Jean de Plessis-Vaudreuil, jeune
    - Michel Ruhl : Jean de Plessis, comte de Vaudreuil, adulte, narrateur
    - Marie-Laure Beneston : Anne de Plessis-Vaudreuil, sœur du narrateur, jeune fille
    - Jacqueline Parré : Anne de Plessis-Vaudreuil, adulte
    - Régis Porte : Michel Desbois, fils du régisseur, adolescent
    - Yves Beneyton : Michel Desbois, adulte, époux d'Anne de Plessis-Vaudreuil et beau-frère du narrateur
- Lucienne Le Marchand : duchesse douairière de Vaudreuil, veuve du onzième duc, mère de Sosthène de Plessis-Vaudreuil, arrière-grand-mère du narrateur
- Denise Bailly : Valentine de Plessis-Vaudreuil, tante du duc
- Thierry Chauvière : Pierre-Louis de Plessis-Vaudreuil

### Autres personnages
- Lucien Barjon : Robert Desbois, régisseur du domaine, père de Michel Desbois
- François Maistre : Albert Rémi-Michaud, père de Gabrielle, industriel
- Fernand Kindt : l'abbé-doyen Mouchoux
- Alain Delafosse : le curé de Roussette
- Sky Dumont : commandant Carl-Friedrich von Widenstein
- Sylvie Granotier : Mirette
- François-Éric Gendron : Robert Vaudel
- Pierre d'Hodge : le commissaire de police
- Sylvain Joubert : Jean-Christophe Comte, le précepteur
- Pierre Londiche : colonel von Witzleben
- Bertrand Migeat : André dit Albert, le résistant
- Roberta Paladini : Marina
- Karl Schönböck : général von Stülpnagel
- Xavier Depraz : Constantin Sergueievitch

## Production

### Casting
Jean d'Ormesson affirma plus tard qu'après avoir songé à proposer le rôle central du duc de Vaudreuil à Burt Lancaster, en souvenir de sa participation au film Le Guépard (1963), la production, ne pouvant répondre à ses exigences salariales quatre fois supérieures au budget total, envisagea ensuite les acteurs Laurence Olivier puis Jean Gabin avant de se résoudre à engager le nettement moins connu Jacques Dumesnil dont la prestation contribua finalement pour beaucoup au succès de la mini-série.
Dans le furtif rôle du jeune « soixante-huitard » Alain, on reconnaît dans le dernier épisode le chanteur Renaud (ici comme rarement crédité « Renaud Séchan »).

### Tournage

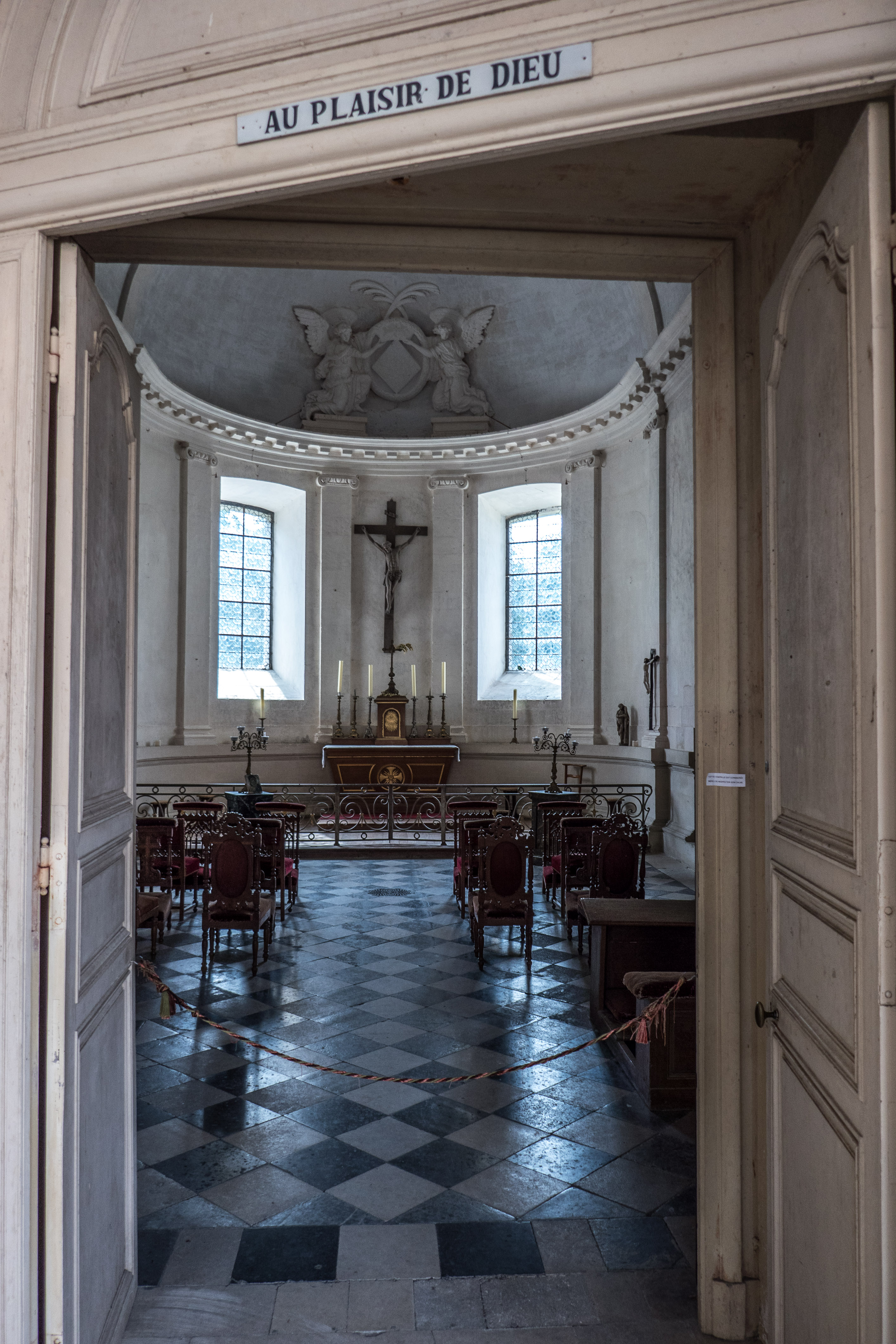
La chapelle du château de Saint-Fargeau : la devise de la famille est inscrite sur le linteau de la porte.

Le tournage a eu lieu au château de Saint-Fargeau, qui avait appartenu à la famille de l'écrivain Jean d'Ormesson dont la devise est "Au plaisir de Dieu". Certaines scènes ont été tournées au château de Sully en Saône-et-Loire.

## Épisodes
Les six épisodes permettent ainsi de suivre leur histoire et leur vie au château de Plessis-lez-Vaudreuil, du début du XXe siècle à la fin des années 1960, au travers des événements qui bouleversèrent cette période et leur existence :
- Épisode 1 : le royalisme et le catholicisme face à la Troisième République, la mécanisation des cultures, jusqu'à la déflagration de la Première Guerre mondiale
- Épisode 2 : la mémoire de la Première Guerre mondiale, l'ancrage de la République, le dadaïsme, le surréalisme et les Années folles
- Épisode 3 : la montée du fascisme en Italie, le capitalisme et le krach de 1929
- Épisode 4 : l'antiparlementarisme, la crise du 6 février 1934, le Front populaire et la Guerre d'Espagne
- Épisode 5 : la Seconde Guerre mondiale, le nazisme, l'Occupation et la Résistance
- Épisode 6 : la Guerre d'Algérie, Mai 1968 et l'industrialisation des campagnes, jusqu'à la vente du château.

## Récompenses
- Sept d'or 1978 : meilleur comédien de feuilleton pour Jacques Dumesnil.